# Cyanarctia dama
Cyanarctia dama là một loài bướm đêm thuộc phân họ Arctiinae, họ Erebidae.